# Lokalt finit operator
Inom matematiken är en linjär operator {\displaystyle f:V\to V} lokalt finit om rummet {\displaystyle V} är unionen av en familj av finit-dimensionella {\displaystyle f}-invarianta underrum.
Med andra ord, det existerar en familj {\displaystyle \{V_{i}\vert i\in I\}} av linjära underrum av {\displaystyle V}, sådan att:
- {\displaystyle \bigcup _{i\in I}V_{i}=V}
- {\displaystyle (\forall i\in I)f[V_{i}]\subseteq V_{i}}
- Varje {\displaystyle V_{i}} är finit-dimensionell.

## Exempel
- Varje linjär operator på ett ändlig-dimensionellt rum är trivialt lokalt finit.
- Varje diagonaliserbar (det vill säga, det existerar en bas {\displaystyle V} vars element är alla egenvektorer av {\displaystyle f}) linjär operator är lokalt finit, eftersom det är en union av underrum spänd av ändligt många egenvektorer av {\displaystyle f}.